# Sa Ròca de França
Sa Ròca de França (en francès La Roque-en-Provence, antigament Roquestéron-Grasse) és un municipi francès situat al departament dels Alps Marítims i a la regió de Provença – Alps – Costa Blava.

## Història
El vilatge de sa Ròca d'Esteron, que prengué el nom del riu que el travessa i que es trobava a ambdues ribes d'aquest, va restar dividit per raons polítiques des del 1388 entre el regne de França i el comtat que posteriorment s'uniria al regne de Sardenya-Piemont, ja que el riu Esteron va servir de frontera. El nucli situat a la riba dreta, d'influència grassina i dins l'òrbita francesa, va ser denominat oficialment Roquestéron-Grasse i, popularment, va prendre el nom de sa Ròca de França. En canvi, el nucli situat a la riba dreta, d'influència niçarda i dins l'òrbita italiana, va ser denominat Roccasterone i, popularment, va prendre el nom de sa Ròca de Savòia. Aquest últim, en ser incorporat a França el 1860, va passar-se a denominar Roquestéron, i molt recentment ha pres el nom de La Roque-en-Provence.

## Demografia
| 1962                                       | 1968 | 1975 | 1982 | 1990 | 1999 | 2006 |
| ------------------------------------------ | ---- | ---- | ---- | ---- | ---- | ---- |
| 33                                         | 40   | 56   | 59   | 59   | 65   | 62   |
| Des de 1962: població sense dobles comptes |      |      |      |      |      |      |

## Administració
| Període   | Identitat      | Partit |
| --------- | -------------- | ------ |
| 2001-2008 | Roger Gastaud  |        |
| 2008-     | Joseph Valette |        |